# بيل كامبل (سياسي)
بيل كامبل (بالإنجليزية: Bill Campbell)‏ هو سياسي أمريكي، ولد في 1953 في رالي في الولايات المتحدة. حزبياً، نشط في الحزب الديمقراطي.